# Doze Contos Peregrinos
Doze contos peregrinos (em espanhol: Doce cuentos peregrinos) é um compêndio de doze contos escritos e redigidos por Gabriel García Márquez ao longo de dezoito anos. Foram chamados peregrinos já que, para que fossem publicadas, os rascunhos originais sofreram um vaivém criativo de longa duração, indo da mente do criador (que em várias ocasiões desistia e voltava ao começo), às páginas de cadernos de notas, e ao cesto do lixo. Isso ocorreu até a sua publicação, em 1992.

## Contos
- Buen viaje, señor presidente.
- La santa.
- El avión de la bella durmiente.
- Me alquilo para soñar
- Sólo vine a hablar por teléfono
- Espantos de agosto
- María dos Prazeres
- Diecisiete ingleses envenenados
- Tramontana
- El verano feliz de la señora Forbes
- La luz es como el agua
- El rastro de tu sangre en la nieve